# William Smith (Radsportler)
William R. „Bill“ Smith (* 1893; † Oktober 1958 in Johannesburg) war ein südafrikanischer Bahnradsportler.
William Smith startete bei den Olympischen Spielen 1920 in Antwerpen in vier Disziplinen. Im Tandemrennen errang er gemeinsam mit James Walker die Silbermedaille. In der Mannschaftsverfolgung gewann er mit dem südafrikanischen Team – Smith, Walker, Sammy Goosen, Henry Kaltenbrunn  – die Bronzemedaille. Im Rennen über 50 Kilometer belegte er Platz sieben, und im Sprint schied er bereits in der ersten Runde aus. 